# Rooie Oortjes
Rooie oortjes (Frans: Blagues Coquines) is een Belgische serie erotische stripverhalen die door verschillende tekenaars getekend wordt, waaronder Dany en Gürsel. 
Het eerste verhaal werd in 1990 gepubliceerd. De reeks is een gagstrip die erotische humor bevat en bedoeld is voor volwassenen. De strips worden sinds 1994 uitgegeven als tijdschrift en album. Behalve in het Nederlands verschijnt de strip in het Engels, Duits, Frans, Deens, Italiaans, Turks, Afrikaans, Portugees, Spaans en Hongaars.De oorspronkelijke serie eindigde met nummer 51 in 2019. Hoewel nummer 52 was aangekondigd, is het nooit uitgebracht.
In 2024 werd de serie opnieuw opgestart, waarbij een zestal covers o.a door D'Auwe, Kim Duchateau en Dirk Stallaert werden getekend. De nieuwe albums van Rooie Oortjes bevatten een selectie van klassieke gags uit het verleden, aangevuld met nieuwe grappen.